# Ourocnemis archytas
Ourocnemis archytas is een vlindersoort uit de familie van de prachtvlinders (Riodinidae), onderfamilie Riodininae.
Ourocnemis archytas werd in 1787 beschreven door Stoll.